# Italy (album)
Italy è un album di Joe Diorio pubblicato nel 1989, dove sono raccolti una serie di standard jazz e brani originali suonati con la chitarra elettrica.

## Tracce
1. Italy  - 3:26
2. Dolphin Dance (Herbie Hancock) - 2:53
3. Stella by Starlight (Victor Young, Ned Washington) - 3:35
4. Round Midnight  (Thelonius Monk) - 4:59
5. Journey To Peace  - 1:59
6. Blue in Green (Bill Evans, Miles Davis - 3:05
7. Moment’s Notice   -3:34
8. Peace - 2:51
9. Well, You Needn’t  - 2:36